# مي تريسوناستي
«مي تريسوناستي» (بالإسبانية: Me Traicionaste)‏ هي أغنية سجلتها المغنية الإسبانية روزاليا والمغني وكاتب الأغاني البيروفي أ. شال. تم إصدارها في 26 أبريل 2019 من خلال شركة كولومبيا للتسجيلات في نفس وقت إصدار الموسيقى التصويرية المصاحبة لمسلسل صراع العروش، من أجل العرش: موسيقى مستوحاة من مسلسل إتش بي أو لعبة العروش.

## الخلفية
في 9 أبريل 2019، أُعلن أن مسلسل صراع العروش الشهير على إتش بي أو سيحصل على موسيقى تصويرية خاصة به. كان من المقرر إصدار الموسيقى التصويرية في 26 أبريل 2019، بعد أسبوعين من العرض الأول للموسم الثامن من المسلسل.

## تاريخ الإصدار
| المنطقة          | التاريخ       | الشكل                       | التنسيق(ات) |
| ---------------- | ------------- | --------------------------- | ----------- |
| الولايات المتحدة | 26 أبريل 2019 | التنزيل الرقمي البث المباشر | كولومبيا    |